# Acquafredda
Acquafredda (lombardul: Aquafrèda) település Olaszországban, Lombardia régióban, Brescia megyében. Lakosainak száma 1518 fő (2023. január 1.). Acquafredda Carpenedolo, Casalmoro, Castel Goffredo, Remedello, Calvisano és Visano községekkel határos.

## Népesség
A település népességének változása:
| Lakosok száma | 1409 | 1565 | 1567 | 1518 |
|               | 2008 | 2017 | 2018 | 2023 |